# It's Mr. Pants
It's Mr Pants (initié sous le titre Donkey Kong: Coconut Crackers) est un jeu vidéo développé par Rare et édité par THQ sur Game Boy Advance en 2004. 

## Système de jeu
It's Mr Pants est un jeu de réflexion dont le système de jeu consiste à placer des pièces constituées de blocs, de forme ressemblant à des tétrominos, sur un plateau de jeu constitué d'une grille en deux dimensions. Les règles du jeu permettent de superposer des pièces si leur couleur est différente ; si jamais la forme résultant d'une superposition est un rectangle d'une taille supérieure à deux blocs sur trois, la forme disparait du plateau,,. Il est possible de faire tourner les pièces avant de les placer.
En mode Puzzle, l'objectif est de faire disparaitre tous les blocs de la grille ; pour cela un nombre limité de pièces est disponible, qui sont toujours données dans le même ordre. Il est possible de voir certaines pièces à l'avance, mais pas toutes,. Ce mode comporte 25 niveaux faciles, 50 niveaux de difficulté moyenne et 75 niveaux difficiles. Terminer un niveau permet de débloquer le niveau suivant. Il existe également un quatrième niveau de difficulté, spécial, et plus de 200 niveaux en tout. Compléter le mode puzzle permet de débloquer un nouveau mode de jeu.
En cas d'échecs successifs sur un même puzzle, le jeu indique à la personne en train de joueur la meilleure manière de placer certaines pièces.
En plus du mode Puzzle, le jeu comporte aussi les modes Marathon et Wipeout. En mode Marathon la taille de la grille diminue progressivement et le but est de faire le meilleur score possible ; faire disparaitre des blocs permet de ralentir la diminution de la taille de la grille. De plus, la durée du jeu est limitée à cinq minutes. En mode Wipeout, l'objectif est de vider une grille aléatoire en moins de deux minutes, mais avec un nombre infini de pièces,. Ces deux modes ont également plusieurs niveaux de difficulté.

## Développement
It's Mr Pants  est développé par Rare qui, pendant la production du jeu, était un développeur de Nintendo, spécialisé dans les jeux de la franchise Donkey Kong. Le jeu a eu plusieurs noms pendant son développement, tels que Splonge, Nutcracker, Animal Cracker, et Sunflower. Rare le présente pour la première fois à l'E3 2001 sous le nom Donkey Kong Coconut Crackers,. La sortie du jeu était alors prévue le 7 décembre 2001, mais est repoussée. En 2002, Microsoft rachète le studio ; Rare perd alors la propriété intellectuelle de la franchise Donkey Kong et doit changer le thème du jeu,. La date de sortie est alors fixée à 2004.
It's Mr. Pants est initialement conçu par deux anciens de Rare, Tim Stamper et Gregg Mayles. Par la suite la création est dirigée par Justin Cook et Paul Machacek,. Cook, qui s'attribue la création des deux tiers des niveaux du jeu, décrit It's Mr. Pants comme « un jeu de puzzle solide, sans plus », déclarant : « Nous savions que ce n'était pas un chef d'oeuvre, mais la jouabilité y était ». Après sa séparation avec Nintendo, Rare choisit de transformer le jeu en utilisant un autre de ses personnages. L'équipe a initialement envisagé d'utiliser des personnages des franchises Banjo-Kazooie ou Sabreman avant de choisir la mascotte internet de Rare, Mr. Pants, que la société utilisait dans ses sondages sur son site, appelés « The Pantsboard »,,,. Le personnage de Mr. Pants a été initialement illustré par l'artiste Leigh Loveday, puis le design a été intégré dans le jeu par Ryan Stevenson. Mayles rapporte que le style visuel enfantin utilisé dans It's Mr. Pants a été réalisé en demandant aux artistes droitiers de dessiner de la main gauche pour faire intentionnellement apparaître les illustrations comme « réellement mauvaises ».
La version Donkey Kong Coconut Crackers du jeu offrait la possibilité de basculer entre des graphismes 2D en vue de dessus et une vue isométrique en 3D. Selon les développeurs, la perspective isométrique a été abandonnée en raison de « problèmes de consistance » lors du passage d'une vue à l'autre, parce qu'il était difficile de voir où se trouvaient les pièces de puzzle situées à l'arrière du plateau, et aussi parce qu'elle « ne rendait tout simplement pas aussi bien » qu'ils espéraient. Lorsque It's Mr. Pants est révélé pour la première fois sous le nom de Donkey Kong Coconut Crackers, le jeu est prévu pour accueillir jusqu'à quatre joueurs à l'aide du Câble link de la GBA. Rare a expérimenté différents modes multijoueurs pendant le développement du jeu, mais n'a finalement sorti qu'une version solo. Une fois le jeu soumis à THQ, l'éditeur a imposé quelques changements mineurs. Par exemple, le « Crayon Snake » (en français : « serpent du crayon ») qui tourne autour du plateau en mode Marathon s'appelait à l'origine le « Trouser Snake » (en français : « serpent du pantalon »). It's Mr. Pants était également en développement pour la console portable Gizmondo, mais ce projet a été annulé, probablement en raison de l'échec de la console.

## Accueil
Le jeu a reçu des critiques mitigées, selon l'agrégateur de critiques Metacritic.
Pour Kristian Reed, critique chez Eurogamer, le jeu est un classique de chez Rare, addictif de par son idée ingénieuse, sans prétention, et avec une rejouabilité infinie. Au contraire, selon les critiques du magazine Edge, le jeu, imparfait et alambiqué, ne fournit pas toutes les informations nécessaires au joueur pour résoudre les puzzles, ce qui provoque de la frustration. Pour Craig Harris de IGN, le jeu a beau être simple, sa direction artistique osée en fait une expérience unique. Frank Provo de GameSpot rejoint ce point de vue ; il considère aussi que le système de jeu manque des éléments de réaction en chaine qui font le succès des jeux comme Tetris, mais apprécie l'aspect bizarre et comique des sons émis par le personnage, Mr Pants, pendant le jeu. Il reconnait aussi que certains puzzles sont suffisamment difficiles pour y passer des heures.